# Rubercy
Rubercy település Franciaországban, Calvados megyében. Lakosainak száma 151 fő (2022. január 1.). Rubercy Bernesq, Mandeville-en-Bessin, Saint-Martin-de-Blagny, Saon, Saonnet és Trévières községekkel határos.

## Népesség
A település népessége az elmúlt években az alábbi módon változott:
| Lakosok száma | 110  | 89   | 88   | 104  | 146  | 161  | 171  | 158  | 152  | 151  |
|               | 1968 | 1982 | 1990 | 2006 | 2013 | 2015 | 2017 | 2019 | 2020 | 2022 |